# Steven Barnes
Pour les articles homonymes, voir Barnes.
Œuvres principales
- Tempête sur Cestus

Steven Barnes, né le 1er mars 1952 à Los Angeles en Californie, est un écrivain américain de science-fiction.

## Œuvres

### SérieDream Park
1. (en) Dream Park, 1981Écrit avec Larry Niven.
2. (en) The Barsoom Project, 1989Écrit avec Larry Niven.
3. (en) The California Voodoo Game, 1992Écrit avec Larry Niven.
4. (en) The Moon Maze Game, 2011Écrit avec Larry Niven.

### SérieAubry Knight
1. (en) Street Lethal, 1983
2. (en) Gorgon Child, 1989
3. (en) Firedance, 1993

### SérieHeorot
Cette série est coécrite avec Larry Niven et Jerry Pournelle.
1. (en) The Legacy of Heorot, 1987
2. (en) Beowulf's Children, 1995
3. (en) Starborn & Godsons, 2020

### SérieInsh'Allah
1. (en) Lion's Blood, 2002Prix Endeavour 2003
2. (en) Zulu Heart, 2003

### SérieIbandi
1. (en) Great Sky Woman, 2006
2. (en) Shadow Valley, 2009

### SérieTennyson Hardwick
1. (en) Casanegra, 2007Écrit avec Blair Underwood et Tananarive Due.
2. (en) In the Night of the Heat, 2008Écrit avec Blair Underwood et Tananarive Due.
3. (en) From Cape Town with Love, 2010Écrit avec Blair Underwood et Tananarive Due.
4. (en) South by Southeast, 2012Écrit avec Blair Underwood et Tananarive Due.

### UniversStar Wars

#### La Guerre des clones
1. Tempête sur Cestus, Presses de la Cité, 2005 ((en) The Cestus Deception, 2004)  (ISBN 2-258-06727-8)

#### Romans indépendants
- (en) Mace Windu: The Glass Abyss, 2024

### UniversStar Trek

#### SérieDeep Space Nine
- (en) Far Beyond the Stars, 1998

### UniversAssassin's Creed
- (en) The Invisible Imam, 2010

### Romans indépendants
- (en) The Descent of Anansi, 1982Écrit avec Larry Niven.
- (en) The Kundalini Equation, 1986
- (en) Achilles' Choice, 1991Écrit avec Larry Niven.
- (en) Blood Brothers, 1996
- (en) Iron Shadows, 1997
- (en) Saturn's Race, 2000Écrit avec Larry Niven.
- (en) Charisma, 2002
- (en) Great Sky Woman, 2006
- (en) Shadow Valley, 2009
- (en) Devil's Wake, 2012Écrit avec Tananarive Due.
- (en) Domino Falls, 2013Écrit avec Tananarive Due.
- (en) The Seascape Tattoo, 2016Écrit avec Larry Niven.
- (en) Twelve Days, 2017